# Gabronthus sulcifrons
Gabronthus sulcifrons är en skalbaggsart som först beskrevs av Sharp 1889.  Gabronthus sulcifrons ingår i släktet Gabronthus, och familjen kortvingar. Arten har ej påträffats i Sverige.